# 懷茨城 (新墨西哥州)
懷茨城（英語：Whites City）是位於美國新墨西哥州埃迪縣的普查規定居民點。

## 人口
根據2020年美國人口普查的數據，懷茨城的面積為1.12平方千米，皆為陸地。當地共有人口14人，而人口密度為每平方千米12.5人。